# Aubazines
Aubazine redirige ici.
Aubazines (nom officiel, également orthographié Aubazine) est une commune française du département de la Corrèze en région Nouvelle-Aquitaine.

## Géographie

### Généralités

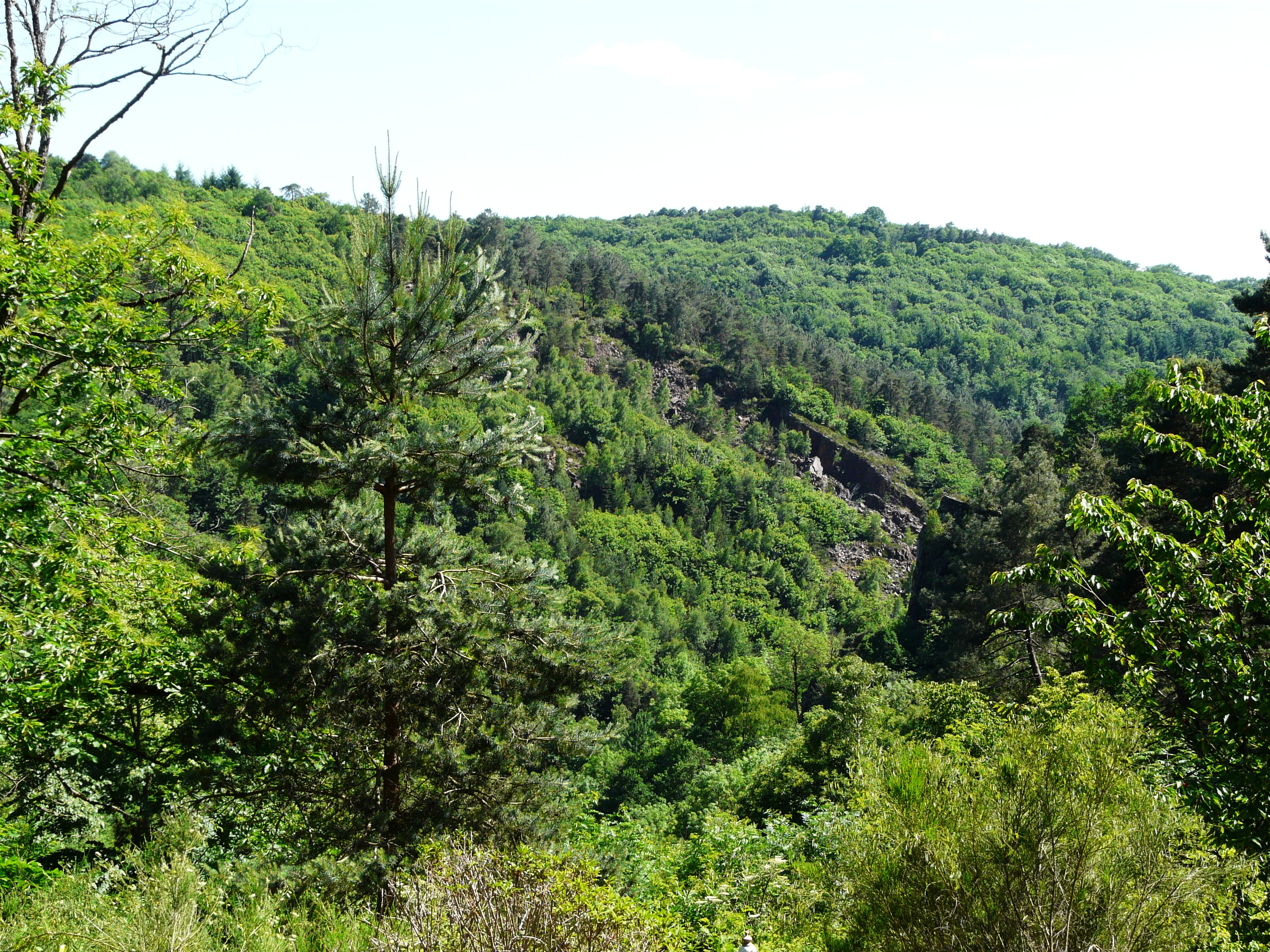
Les gorges du Coiroux au saut de la Bergère.

Commune du Massif central située dans la partie sud-ouest du département de la Corrèze, Aubazines (nom officiel), également orthographiée Aubazine, est entièrement située en rive gauche de la Corrèze qui longe le territoire communal au nord-ouest sur cinq kilomètres, et bordée au sud par le Coiroux, son principal cours d'eau, sous-affluent de la Corrèze par la Roanne, qui la sépare de Palazinges.
Située à une altitude moyenne de 300 mètres, sur une colline, la commune est également traversée par :
- le ruisseau de la Geinde, long de 2,7 km, qui prend sa source au lieu-dit les Quatre-Routes sur la commune d'Aubazines. Il conflue sur la commune de Cornil avec :
- le ruisseau de Brauze, long de 7,4 km, qui prend sa source sur la commune de Sainte-Fortunade. Après avoir reçu les eaux de la Geinde, il se jette dans la Corrèze à Cornil ;
- le ruisseau Français ;
- un grand nombre de petits ruisseaux.

Son altitude minimale, 126 mètres, se situe à l'ouest, là où la Corrèze quitte le territoire communal pour servir de limite entre Dampniat et Saint-Hilaire-Peyroux. Les points les plus hauts atteignent ou dépassent 520 mètres et se trouvent, d'une part, au Puy de Pauliac qui domine les alentours, et de l'autre au sud-est, en limite du Chastang, près du lieu-dit la Jarouste.
Le bourg d'Aubazines est établi tout au sud-est de la commune, sur un promontoire qui surplombe le ruisseau du Coiroux de plus de 150 mètres. Il est situé, en distances orthodromiques, 11 kilomètres à l'est de Brive-la-Gaillarde et 13 kilomètres au sud-ouest de Tulle, à l'intersection des routes départementales 48 et 130.
La commune est également desservie par les routes départementales 48E et 175 et au nord-ouest par la route nationale 89. Si la ligne de chemin de fer Coutras-Tulle traverse bien le territoire communal au nord et à l'ouest, la gare d'Aubazine - Saint-Hilaire est située sur la commune voisine de Saint-Hilaire-Peyroux.

### Communes limitrophes
Aubazines est limitrophe de cinq autres communes.
Les communes limitrophes sont  Cornil, Dampniat, Le Chastang, Palazinges et Saint-Hilaire-Peyroux.
|                       | Cornil     |             |
| Saint-Hilaire-Peyroux | Aubazines  | Le Chastang |
| Dampniat              | Palazinges |             |

### Climat
Pour des articles plus généraux, voir Climat de la Nouvelle-Aquitaine et Climat de la Corrèze.
Historiquement, la commune est dans une zone de transition entre les climats océaniques aquitain et montagnard.  
En 2020, Météo-France publie une typologie des climats de la France métropolitaine dans laquelle la commune est dans une zone de transition entre le climat océanique altéré et le climat de montagne et est dans la région climatique Ouest et nord-ouest du Massif Central, caractérisée par une pluviométrie annuelle de 900 à 1 500 mm, maximale en automne et en hiver.
Pour la période 1971-2000, la température annuelle moyenne est de 11,9 °C, avec  une amplitude thermique annuelle de 15,2 °C. Le cumul annuel moyen de précipitations est de 1 208 mm, avec 12,3 jours de précipitations en janvier et 7,6 jours en juillet. Pour la période 1991-2020, la température moyenne annuelle observée sur la station météorologique la plus proche, située sur la commune de Brive-la-Gaillarde à 11 km à vol d'oiseau, est de 12,9 °C et le cumul annuel moyen de précipitations est de 903,9 mm,. Pour l'avenir, les paramètres climatiques de la commune estimés pour 2050 selon différents scénarios d’émission de gaz à effet de serre sont consultables sur un site dédié publié par Météo-France en novembre 2022.

## Urbanisme

### Typologie
Au 1er janvier 2024, Aubazines est catégorisée commune rurale à habitat dispersé, selon la nouvelle grille communale de densité à 7 niveaux définie par l'Insee en 2022.
Elle est située hors unité urbaine. Par ailleurs la commune fait partie de l'aire d'attraction de Brive-la-Gaillarde, dont elle est une commune de la couronne,. Cette aire, qui regroupe 80 communes, est catégorisée dans les aires de 50 000 à moins de 200 000 habitants,.

### Occupation des sols
L'occupation des sols de la commune, telle qu'elle ressort de la base de données européenne d’occupation biophysique des sols Corine Land Cover (CLC), est marquée par l'importance des forêts et milieux semi-naturels (56,3 % en 2018), en diminution par rapport à 1990 (57,5 %). La répartition détaillée en 2018 est la suivante : 
forêts (56,3 %), prairies (22,9 %), zones agricoles hétérogènes (13,7 %), espaces verts artificialisés, non agricoles (3,5 %), zones urbanisées (1,9 %), eaux continentales (1,8 %).
L'évolution de l’occupation des sols de la commune et de ses infrastructures peut être observée sur les différentes représentations cartographiques du territoire : la carte de Cassini (XVIIIe siècle), la carte d'état-major (1820-1866) et les cartes ou photos aériennes de l'IGN pour la période actuelle (1950 à aujourd'hui).

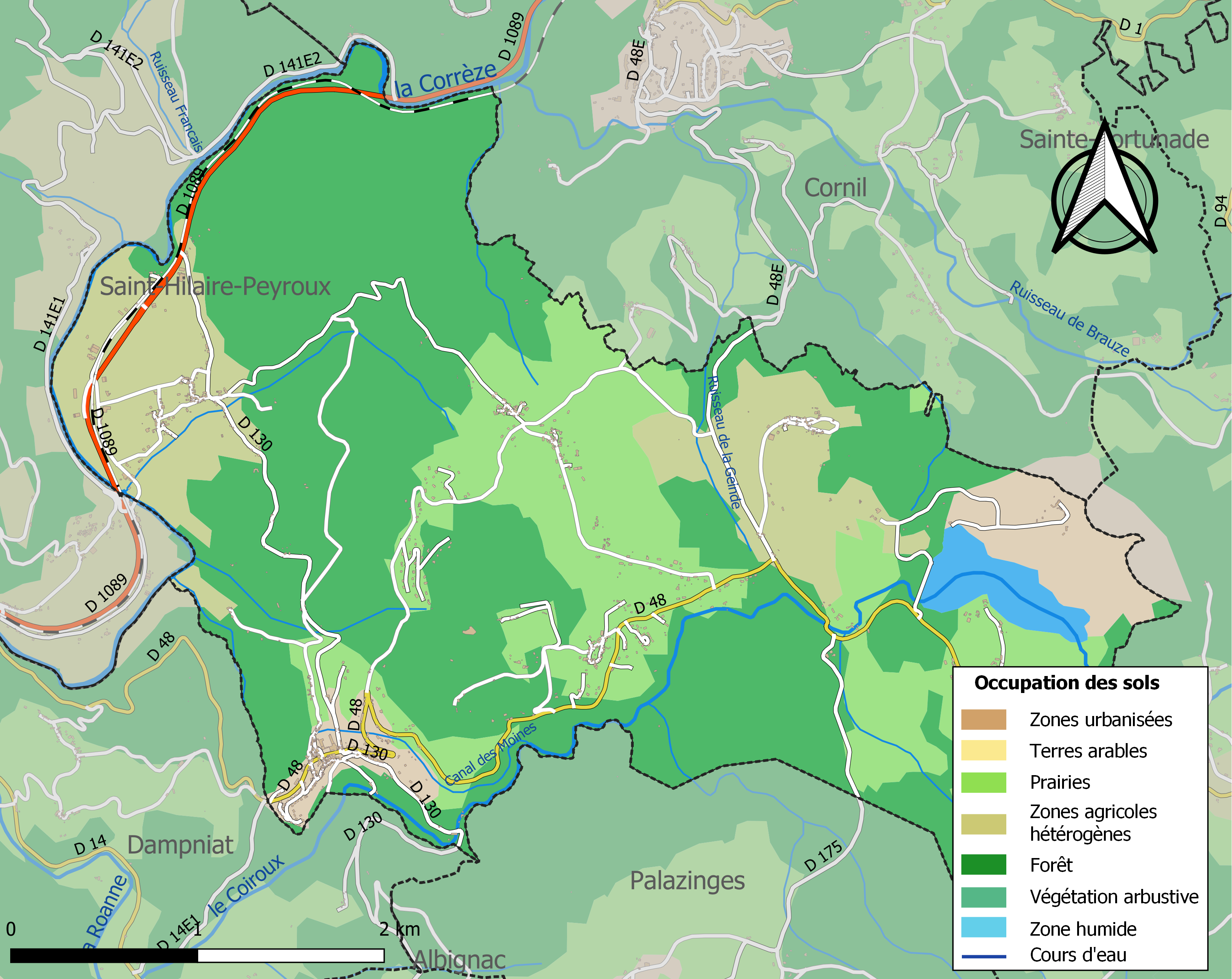
Carte des infrastructures et de l'occupation des sols de la commune en 2018 (CLC).

### Transport ferroviaire
- Gare d'Aubazine - Saint-Hilaire

### Risques majeurs
Le territoire de la commune d'Aubazines est vulnérable à différents aléas naturels : météorologiques (tempête, orage, neige, grand froid, canicule ou sécheresse), inondations, feux de forêts, mouvements de terrains et séisme (sismicité très faible). Il est également exposé à un risque particulier : le risque de radon. Un site publié par le BRGM permet d'évaluer simplement et rapidement les risques d'un bien localisé soit par son adresse soit par le numéro de sa parcelle.

#### Risques naturels

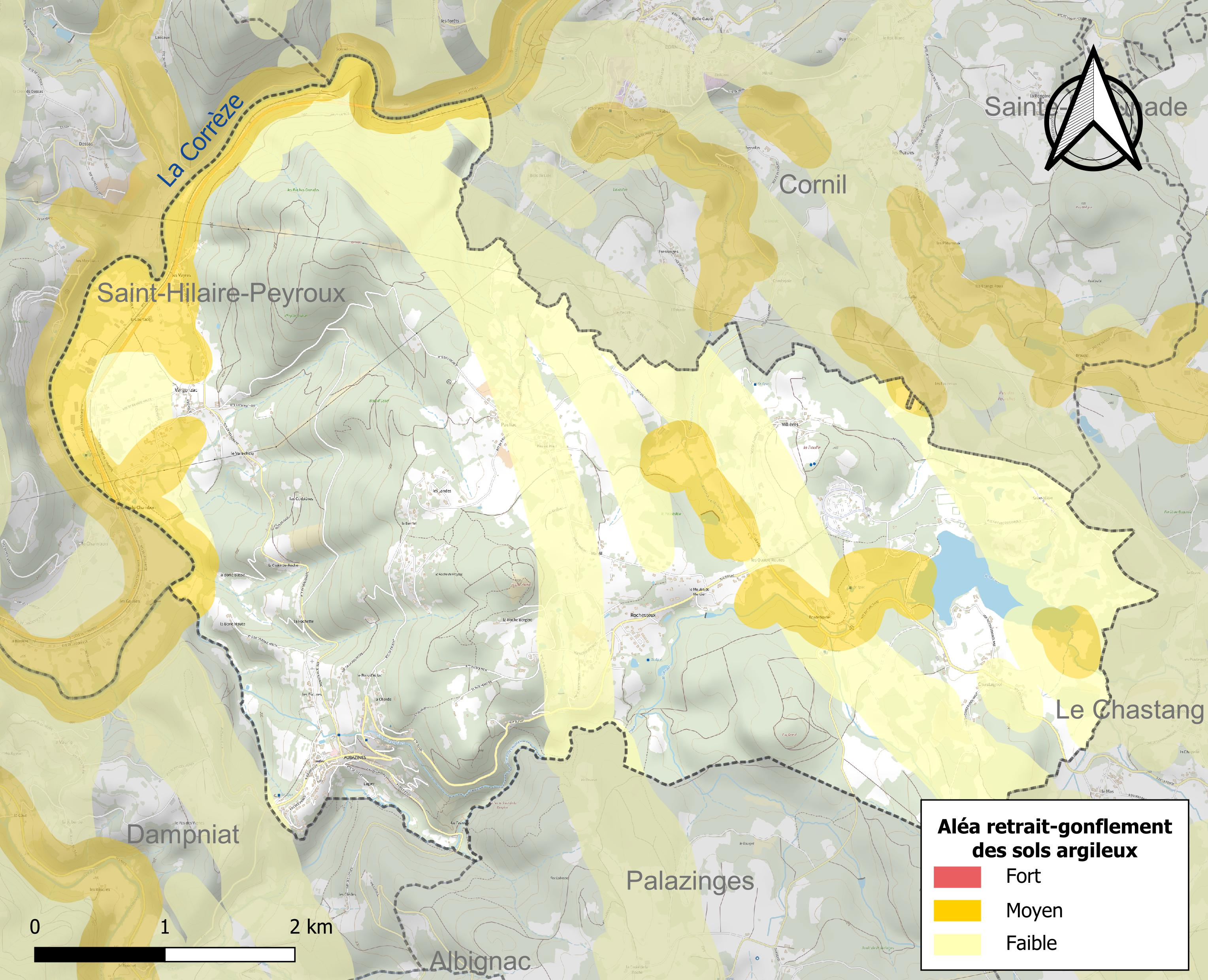
Carte des zones d'aléa retrait-gonflement des sols argileux d'Aubazines.

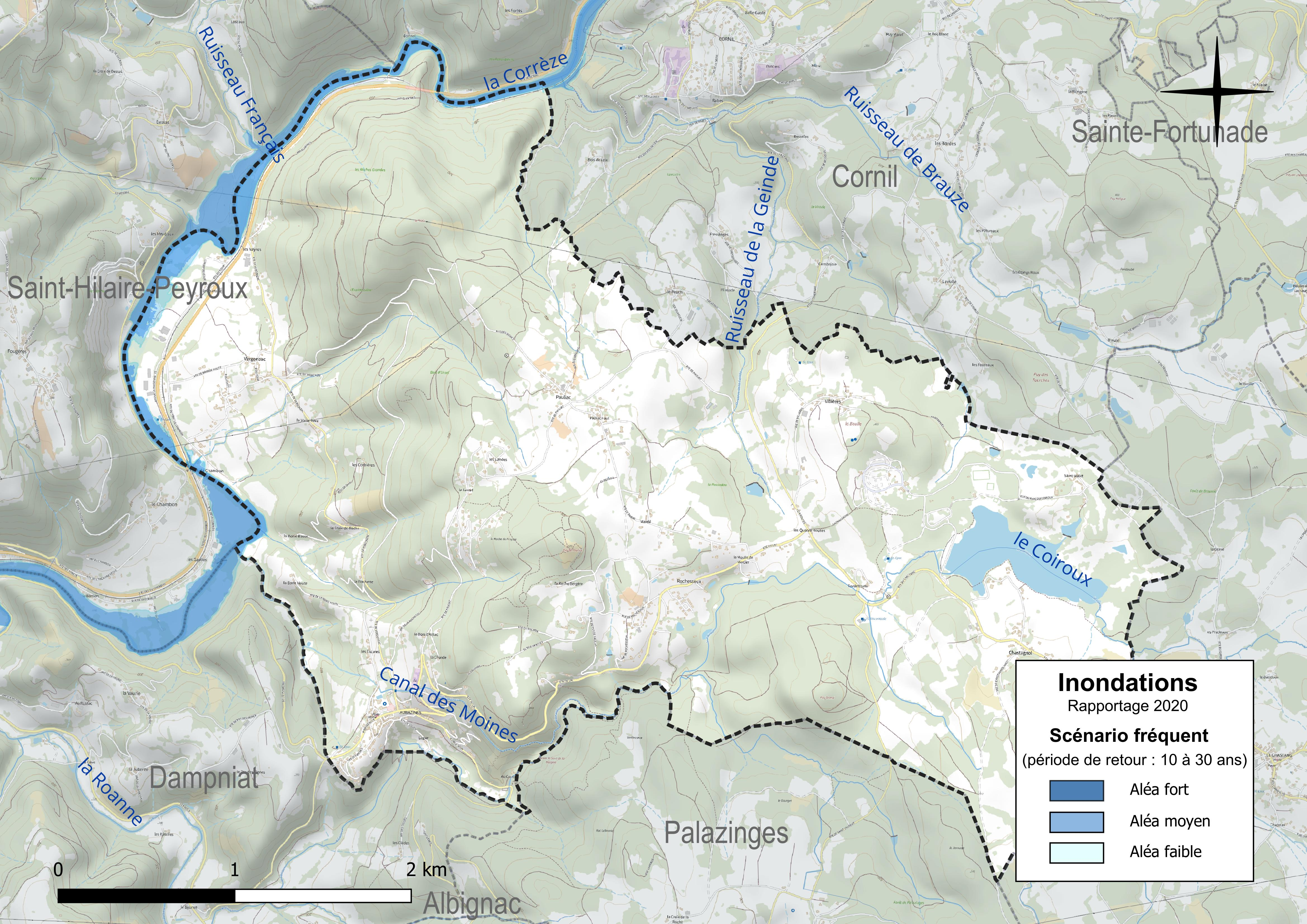
Carte de la zone inondable de la commune définie pour le scénario fréquent, dans le territoire à risque important d’inondation (TRI) Tulle-Brive.

La commune fait partie du territoire à risques importants d'inondation (TRI) de Tulle-Brive, regroupant 20 communes concernées par un risque de débordement de la Corrèze et de la Vézère (17 dans la Corrèze et trois dans la Dordogne), un des 18 TRI qui ont été arrêtés le 11 janvier 2013 sur le bassin Adour-Garonne. Des cartes des surfaces inondables ont été établies pour trois scénarios : fréquent (crue de temps de retour de 10 ans à 30 ans), moyen (temps de retour de 100 ans à 300 ans) et extrême (temps de retour de l'ordre de 1 000 ans, qui met en défaut tout système de protection). La commune a été reconnue en état de catastrophe naturelle au titre des dommages causés par les inondations et coulées de boue survenues en 1982, 1999 et 2001,. Le risque inondation est pris en compte dans l'aménagement du territoire de la commune par le biais du plan de prévention des risques (PPR) inondation « Corrèze amont », approuvé le 9 octobre 2006.
La commune est vulnérable au risque de mouvements de terrains constitué principalement du retrait-gonflement des sols argileux. Cet aléa est susceptible d'engendrer des dommages importants aux bâtiments en cas d’alternance de périodes de sécheresse et de pluie. 13 % de la superficie communale est en aléa moyen ou fort (26,8 % au niveau départemental et 48,5 % au niveau national). Sur les 476 bâtiments dénombrés sur la commune en 2019,  47 sont en aléa moyen ou fort, soit 10 %, à comparer aux 36 % au niveau départemental et 54 % au niveau national. Une cartographie de l'exposition du territoire national au retrait-gonflement des sols argileux est disponible sur le site du BRGM,.
Concernant les feux de forêt, aucun plan de prévention des risques incendie de forêt (PPRIF) n’a été établi en Corrèze, néanmoins le code de l’urbanisme impose la prise en compte des risques dans les documents d’urbanisme. Le périmètre des servitudes d'utilité publique et des zones d'obligation légale de débroussaillement pour les particuliers est quant à lui défini pour la commune dans une carte dédiée.
Concernant les mouvements de terrains, la commune a été reconnue en état de catastrophe naturelle au titre des dommages causés par des mouvements de terrain en 1999.

#### Risque particulier
Dans plusieurs parties du territoire national, le radon, accumulé dans certains logements ou autres locaux, peut constituer une source significative d’exposition de la population aux rayonnements ionisants. Certaines communes du département sont concernées par le risque radon à un niveau plus ou moins élevé. Selon la classification de 2018, la commune d'Aubazines est classée en zone 3, à savoir zone à potentiel radon significatif.

## Toponymie

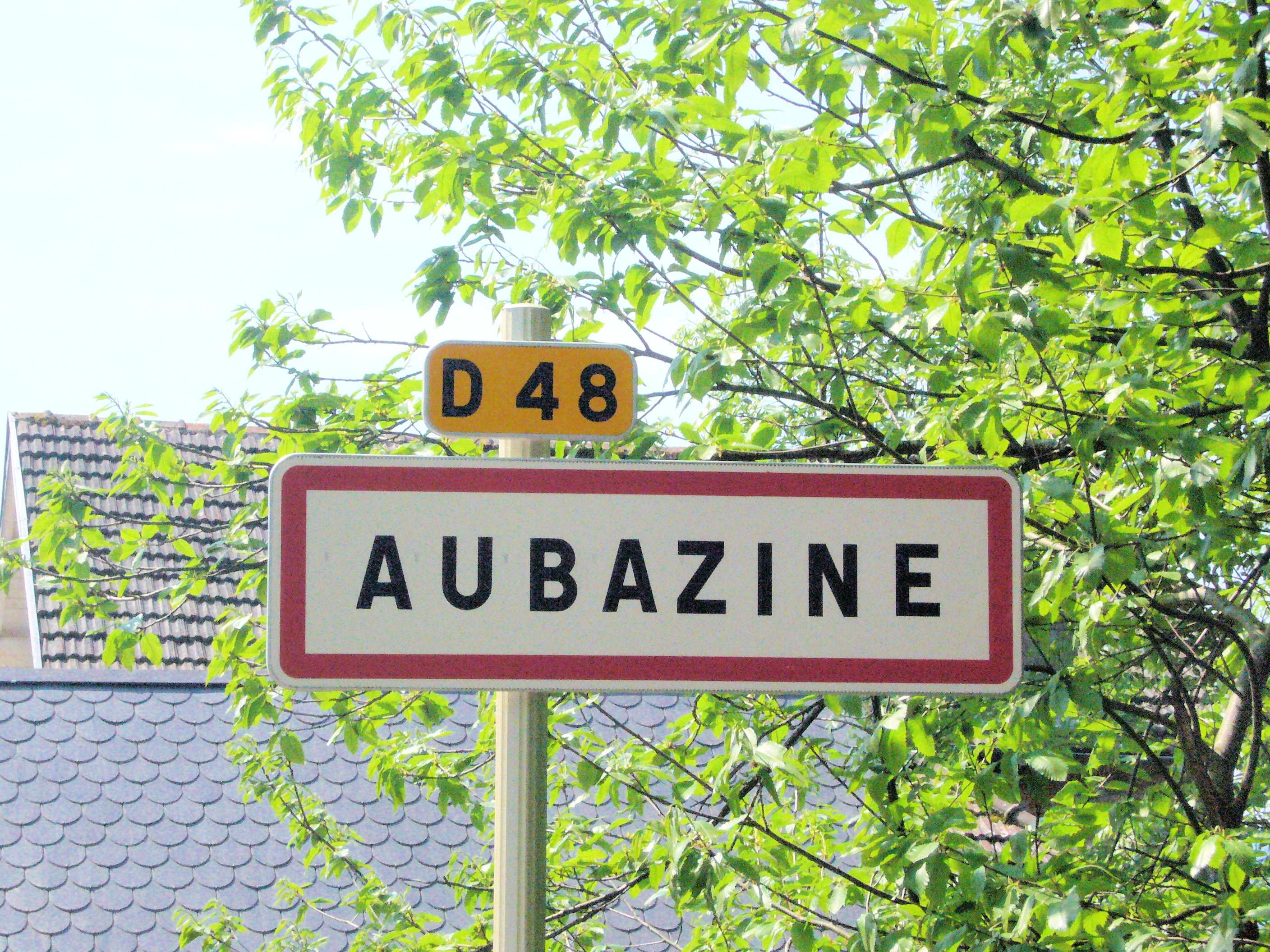
En 2008, panneau routier d'entrée à Aubazine, orthographié sans le « S » final.

D'après Albert Dauzat et Charles Rostaing, ce toponyme provient du latin opacus, sombre, c’est-à-dire exposé au nord, (cf ubac) et du suffixe -ina, sous-entendu terra .
Le nom officiel de la commune est Aubazines mais est souvent orthographié Aubazine.
En 1921, M. Banchereau, auteur d'un article intitulé « Obasine », écrivait : « J'adopte l'orthographe qui était, il y a quelques années encore, exclusivement employée et qu'ont conservée les auteurs ayant écrit Obasine, de préférence à celle d'Aubazine, introduite à la suite d'une erreur d'inscription sur une gare de chemin de fer ».
En occitan, la commune se nomme Obasina.

## Histoire
On relève sur la commune deux monuments préhistoriques : le dolmen du Bois d'Ayretier et le cromlech du Puy de Pauliac.
Aubazine, anciennement écrit Obazine ou Obasine, doit son origine à la fondation au XIIe siècle du monastère d'Obazine par Étienne de Vielzot,. Le monastère fut affilié peu après à l'ordre de Cîteaux. Très vite un couvent de moniales, installé dans le vallon du Coyroux à quelques centaines de mètres, lui fut associé. Les deux monastères ont existé jusqu'à la Révolution. Autrefois orthographiée Obazine, la paroisse dépendait de Cornil.
Le village d'Aubazine, qui possédait son église, est devenu une commune à la Révolution en 1790, par démembrement de la paroisse de Cornil, mais la commune ne dispose pas d'un état civil avant le 1er mars 1792,.
En 1890, Aubazine est la maison mère des sœurs du Saint-Cœur de Marie qui ouvrent un orphelinat agricole pour 35 enfants,, dont Julia-Berthe, Antoinette et Gabrielle Chasnel — qui deviendra célèbre au début du XXe siècle sous le nom de Coco Chanel — qui y sont pensionnaires, à partir de 1895, après le décès de leur mère.
En septembre 1921, un ouragan s'abat sur la région détruisant l'usine à papier Cassard située au pont de la gare d'Aubazine. Le ruisseau du Coiroux qui emplissait les gorges, a tout détruit sur son passage, causant d'énormes dégâts sur la commune.
Le 1er avril 1944, à la suite de la 2e embuscade de Cornil tendue par des résistants du maquis du Limousin, une section de la division Brehmer fait une incursion dans le bourg d'Aubazines où elle commet plusieurs méfaits (incendie d'un immeuble, viol et plusieurs vols).
Le site, les établissements monastiques et leurs dépendances ont fait l'objet de fouilles archéologiques et d'études très poussées dans le dernier tiers du XXe siècle, sous la direction du professeur d'histoire médiévale Bernadette Barrière.
Selon le code officiel géographique élaboré par l'Insee, le nom officiel de la commune s'écrit Aubazines, même si l'orthographe Aubazine est utilisée.

### Gare d'Aubazine
Le village de la gare d'Aubazine, bien que situé sur la commune de Saint-Hilaire-Peyroux, fait partie intégrante de l'histoire d'Aubazines, et de Dampniat plus que de celle de Saint-Hilaire.
Cette station aurait pu être désignée autrement : gare de Dampniat ? Le mot est difficile à écrire et à prononcer et le lieu est quasi inconnu ; gare de Saint-Hilaire-Peyroux ? Ce dernier bourg se trouve bien éloigné. Tandis qu'Aubazine, voilà un nom qui sonne depuis huit siècles en Bas Limousin. Ce haut lieu domine la situation par son altitude d'abord, par sa renommée historique et touristique ensuite.
Au lieu-dit Confolens, la station fut donc en premier lieu celle d'Aubazines, mais comme elle se trouvait sur le territoire de la commune voisine, le conseil municipal intéressé exigea un nom composé. On lui donna satisfaction et l'arrêt s'appela Aubazine - Saint-Hilaire-Peyroux, devenu Aubazine par la suite, Saint-Hilaire-Peyroux ayant sa propre halte au Pont Bonnel.
Avant 1840, date d'ouverture de la RN 89 (devenue RD 1089) entre Brive et Tulle, il n'y avait rien au fond de cette vallée, sinon le fruste moulin de Confolens situé sur le territoire de Dampniat, le moulin de Claredent sur la commune d'Aubazines, et celui du Jayle sur le territoire de Malemort, qui étaient seulement accessibles par des charrières étroites et défoncées, aux pentes rapides. Les chevaux, mulets et ânes bâtés y circulaient beaucoup plus souvent que les charrettes.
Le village, désormais nommé Gare d'Aubazine, est plutôt mal baptisé. En effet la station SNCF se situe sur la rive droite de la Corrèze sur le territoire de Saint-Hilaire-Peyroux, la rive gauche appartient largement à Dampniat, bourg le plus proche situé à deux kilomètres.
Le pont de Confolens et la papeterie ont ajouté leur action progressiste à celle du chemin de fer, à la fin du XIXe siècle. En 1912, l'établissement de la tête de ligne du tramway départemental allant à Turenne où à Beaulieu-sur-Dordogne, par le Bosplos compléta cette action. Le Tacot a disparu en 1932, un autobus le remplace... et l'agglomération de la Gare d'Aubazine conserve son activité prospère. De nouvelles maisons s'y élèvent et une école à deux classes y accueille les enfants. Les parents grimpaient à Dampniat pour apprendre à lire. C'était dans la première moitié du XXe siècle.
En juin 1944, les maquisards détruisirent le pont ferroviaire de Claredent, empêchant ainsi un train blindé allemand de remonter punir un peu plus les Tullistes, et les convois de matériel de la manufacture d'armes de Tulle d'être rapidement acheminés vers leur destination sur le front de Normandie ou outre-Rhin.

## Politique et administration

### Liste des maires

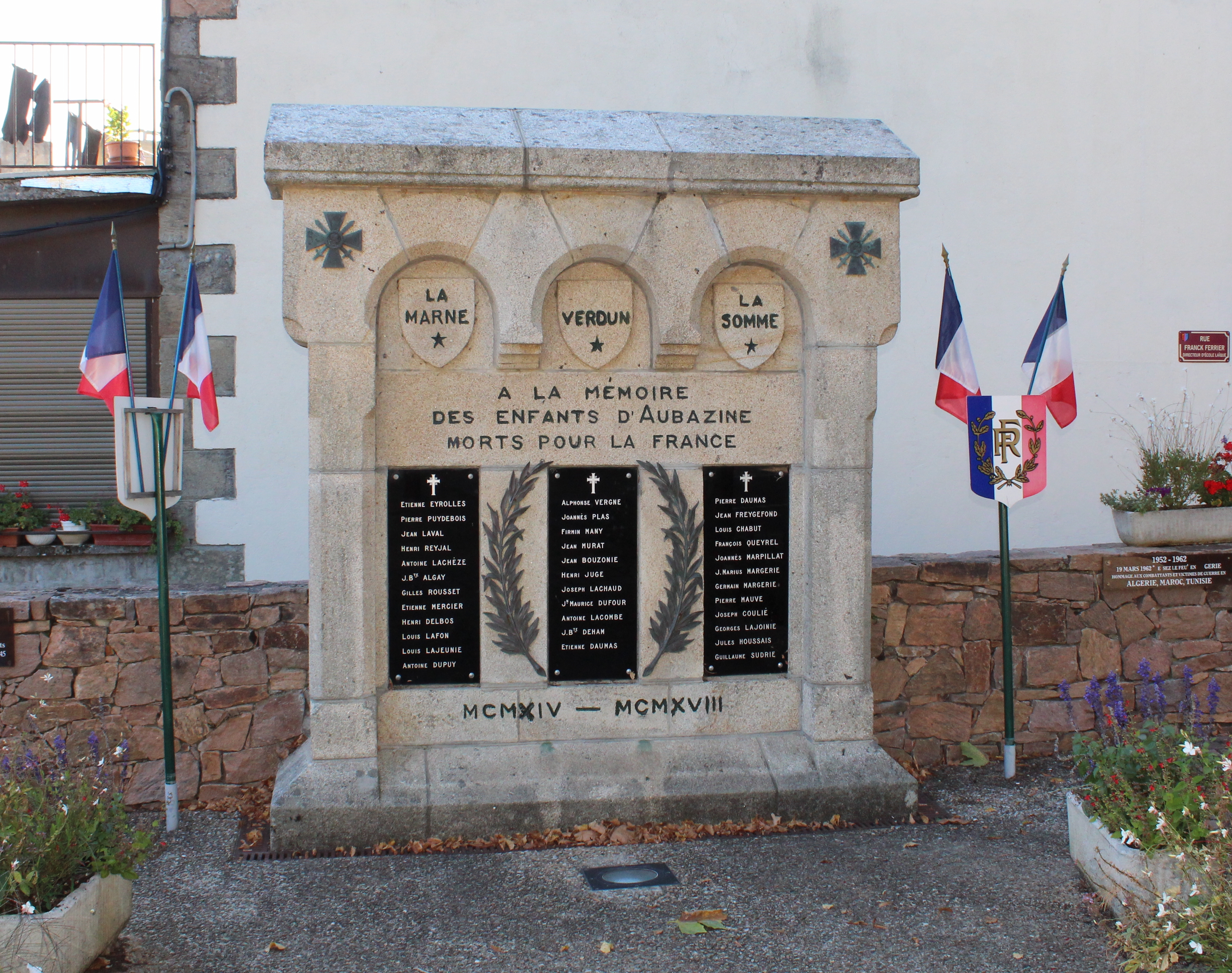
Le monument aux morts.

En 2010, la commune d'Aubazines a été récompensée par le label « Ville Internet @@ ».

## Démographie
L'évolution du nombre d'habitants est connue à travers les recensements de la population effectués dans la commune depuis 1793. Pour les communes de moins de 10 000 habitants, une enquête de recensement portant sur toute la population est réalisée tous les cinq ans, les populations de référence des années intermédiaires étant quant à elles estimées par interpolation ou extrapolation. Pour la commune, le premier recensement exhaustif entrant dans le cadre du nouveau dispositif a été réalisé en 2005.

En 2022, la commune comptait 860 habitants, en évolution de −5,6 % par rapport à 2016 (Corrèze : −0,59 %, France hors Mayotte : +2,11 %).
| 1793 | 1800 | 1806 | 1821 | 1831 | 1836 | 1841 | 1846 | 1851 |
| ---- | ---- | ---- | ---- | ---- | ---- | ---- | ---- | ---- |
| 746  | 849  | 771  | 865  | 921  | 921  | 907  | 920  | 971  |

| 1856 | 1861 | 1866 | 1872 | 1876 | 1881 | 1886 | 1891 | 1896 |
| ---- | ---- | ---- | ---- | ---- | ---- | ---- | ---- | ---- |
| 973  | 984  | 913  | 913  | 946  | 939  | 992  | 975  | 977  |

| 1901 | 1906 | 1911 | 1921 | 1926 | 1931 | 1936 | 1946 | 1954 |
| ---- | ---- | ---- | ---- | ---- | ---- | ---- | ---- | ---- |
| 883  | 911  | 970  | 839  | 808  | 806  | 901  | 752  | 704  |

| 1962 | 1968 | 1975 | 1982 | 1990 | 1999 | 2005 | 2006 | 2010 |
| ---- | ---- | ---- | ---- | ---- | ---- | ---- | ---- | ---- |
| 677  | 669  | 642  | 673  | 788  | 732  | 798  | 807  | 874  |

| 2015 | 2020 | 2022 | - | - | - | - | - | - |
| ---- | ---- | ---- | - | - | - | - | - | - |
| 915  | 873  | 860  | - | - | - | - | - | - |

## Culture locale et patrimoine

### Lieux et monuments
- Église abbatiale Saint-Étienne et bâtiments monastiques de l'ancienne abbaye cistercienne fondée en 1142 par saint Étienne, premier abbé. Elle contient une armoire en chêne du XIIe siècle (l'un des plus vieux meubles de France ?), 45 stalles limite XVIIe – XVIIIe siècle[49], le tombeau de saint Étienne du XIIIe siècle. Elle est classée monument historique depuis 1840[50].
- Vestiges du monastère féminin du Coyroux[51] des XIIe et XVIIe siècles, classé depuis 1988[52].
- Canal des moines, datant du XIIe siècle, d'une longueur de 1,7 km environ, construit pour alimenter le monastère et le village, classé en 1965 et 1966[53], seul ouvrage de ce type encore en activité en Europe[54] qui domine les gorges du Coiroux[55].
- Cromlech du Puy de Pauliac, classé depuis 1889[56].
- Dolmen de Rochesseux, dit du Bois Agretié.
- Rocher du saut de la bergère (qui domine le canal des moines), paroi rocheuse haute de 70 m d'où, selon la légende, se serait jetée une bergère pour échapper au déshonneur[57].
- Centre touristique et lac du Coiroux.
- Au Puy de Pauliac, sur le même versant que le dolmen de Rochesseux, la « maison de l'ermite » (ou l'« ermitage ») et ses dépendances (écurie, fenil, four, deux pigeonniers, étables à lapins) construites en pierre sèche par un indigent, sur un terrain qu'il avait défriché et où il demeurait avec son épouse encore au début du XXe siècle[58],[59],[60].

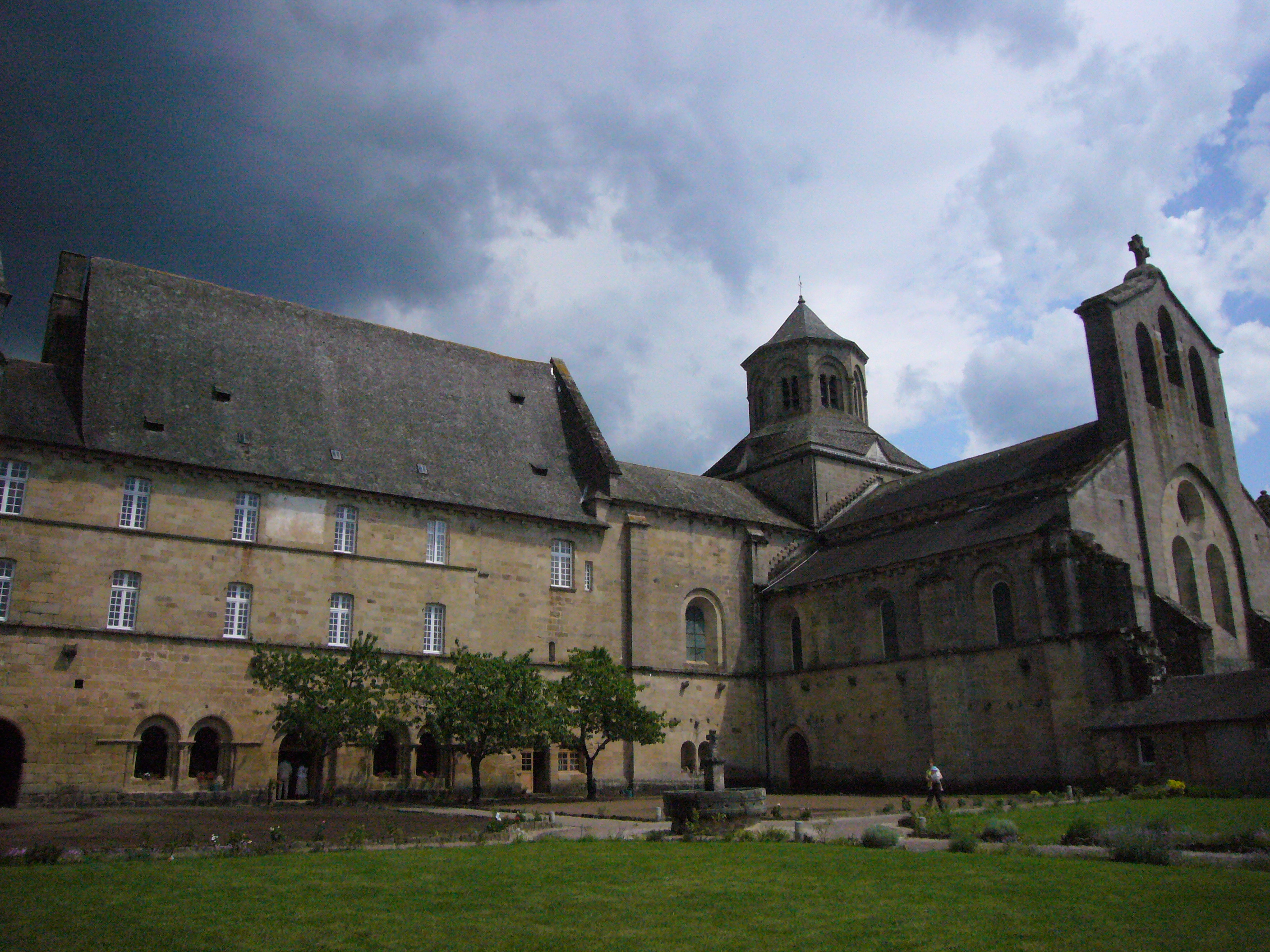
L'église abbatiale et le monastère.
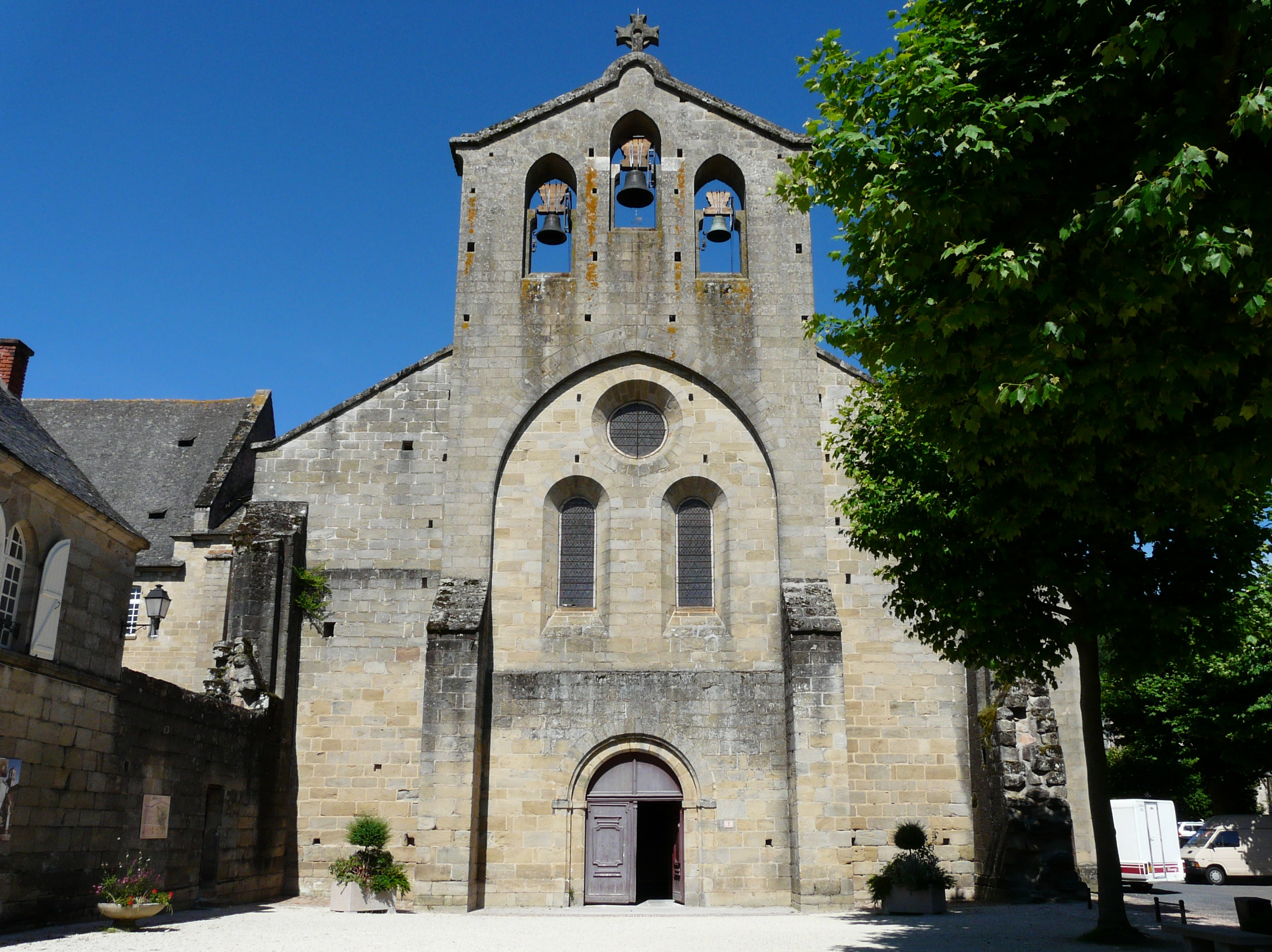
La façade occidentale de l'église abbatiale donnant sur la place du village.
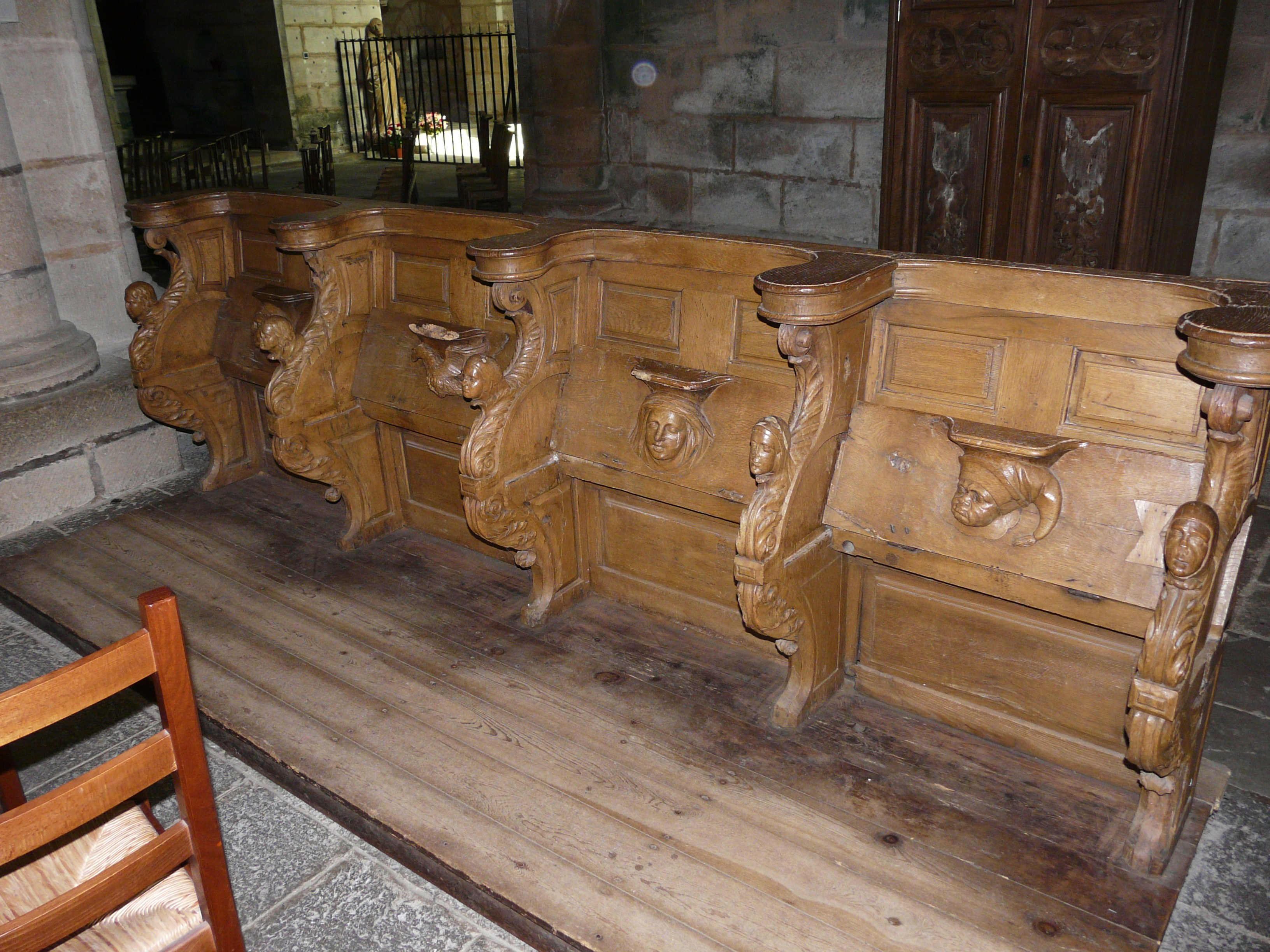
Un ensemble de quatre stalles.
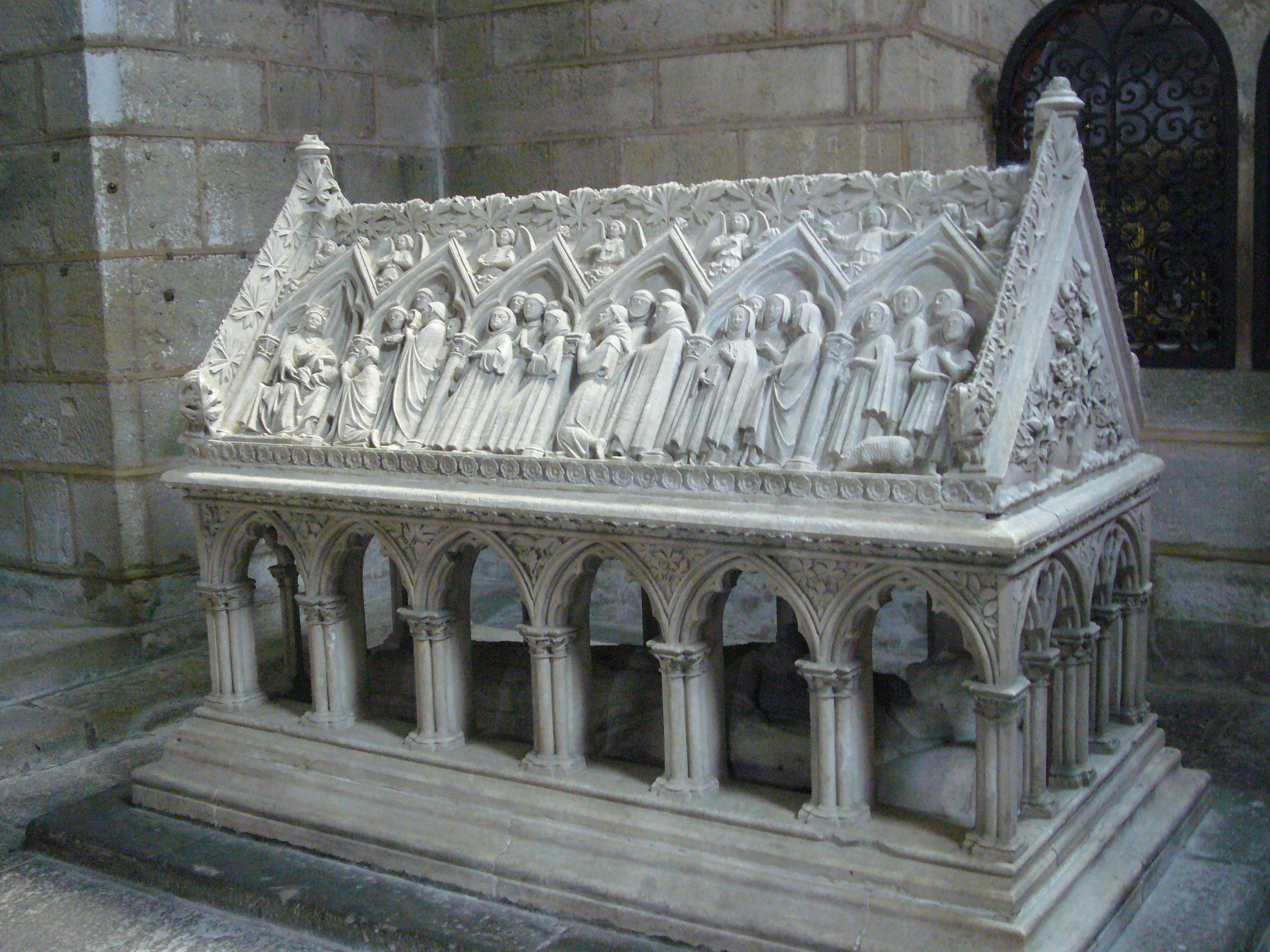
Le tombeau de saint Étienne.
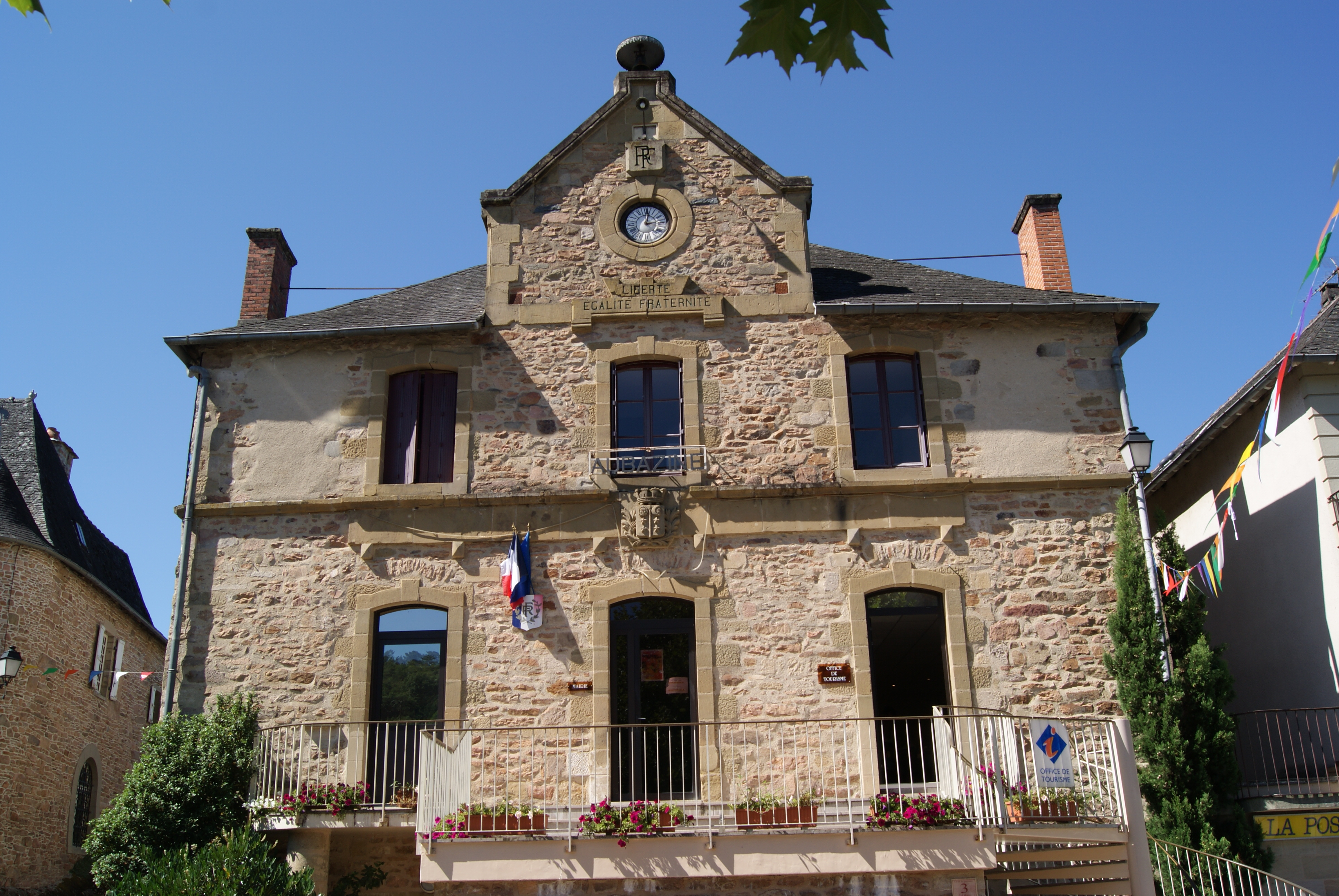
La façade de la mairie.
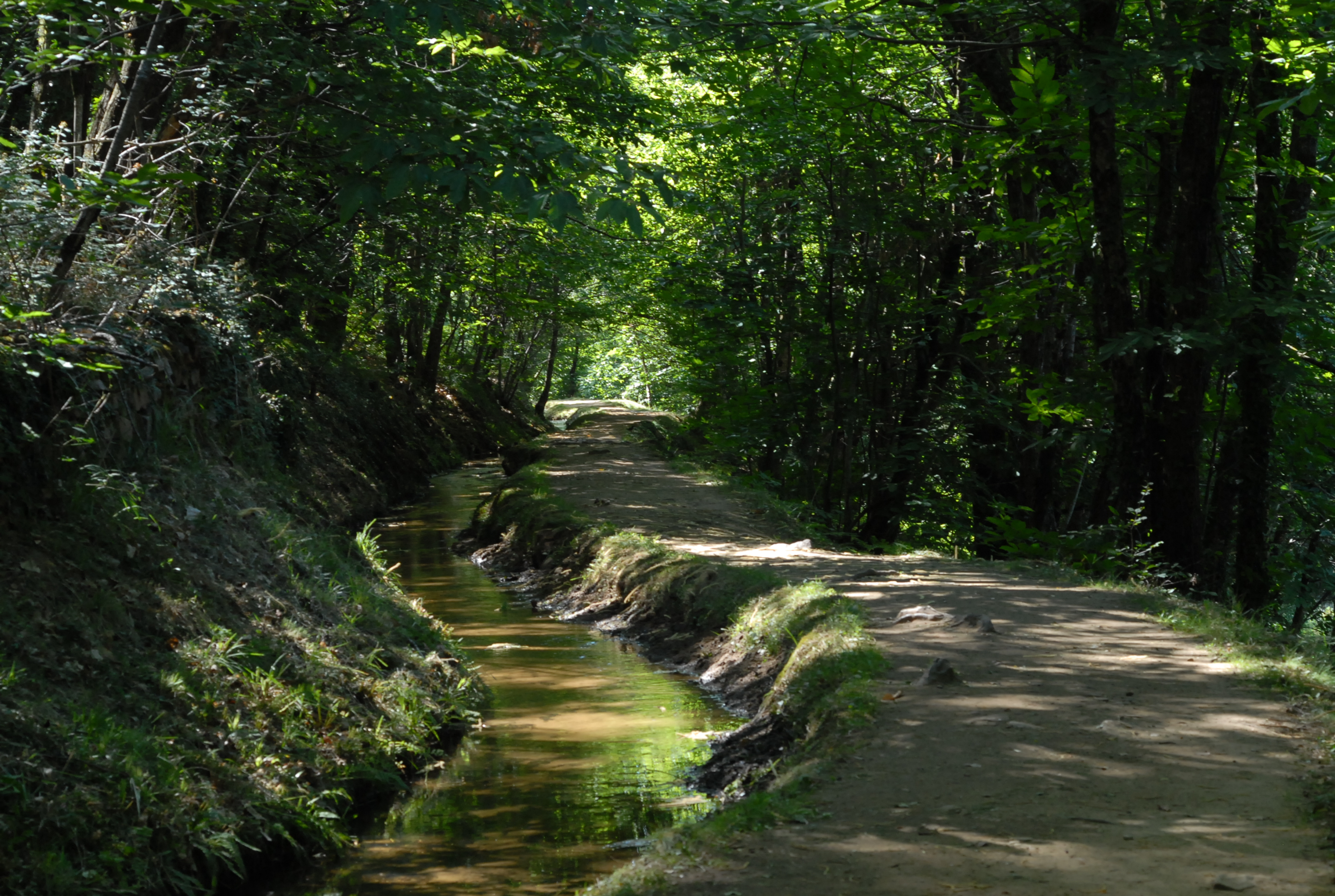
Le canal des moines surplombant les gorges du Coiroux.
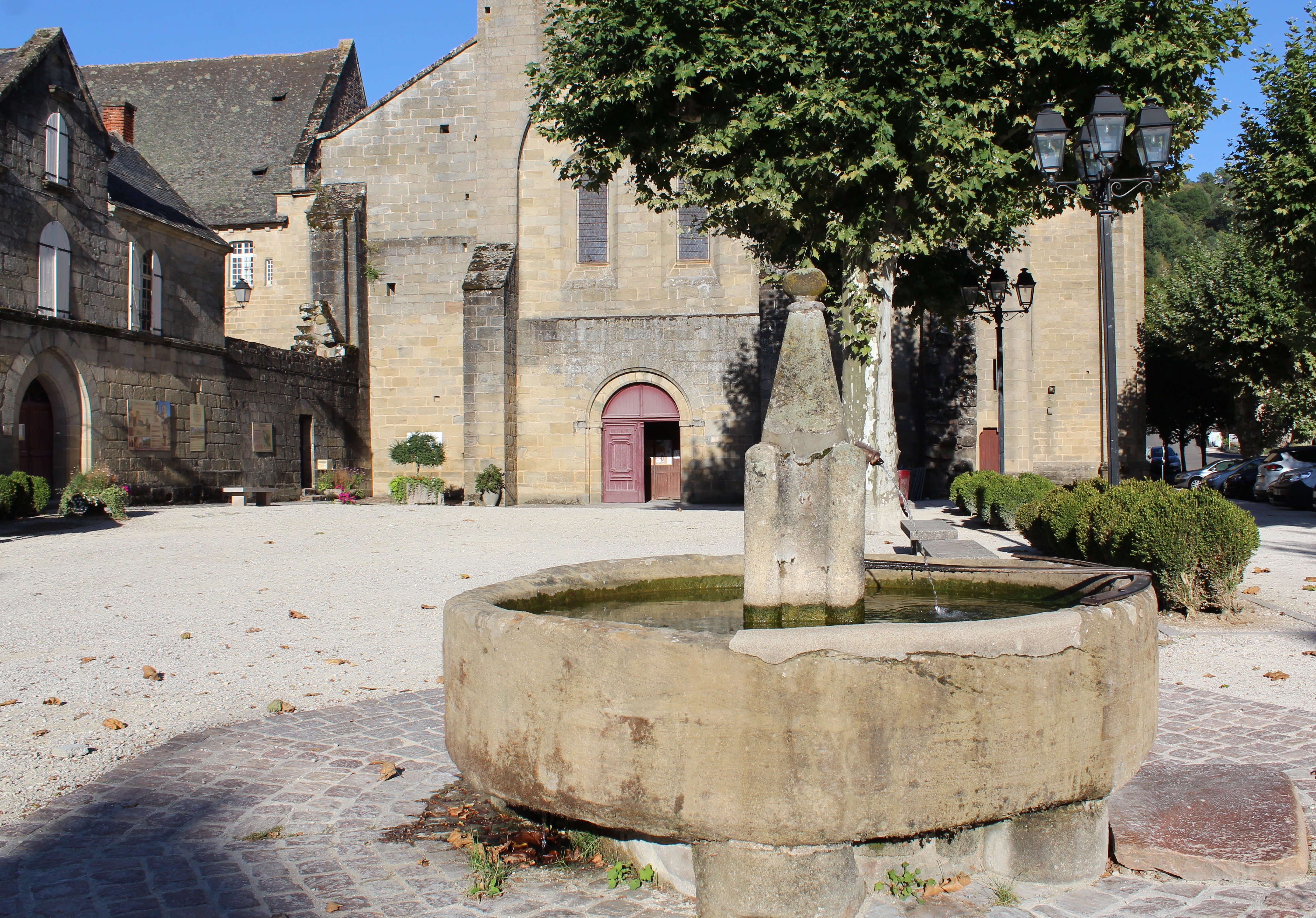
La fontaine de la place.

### Personnalités liées à la commune
- Bernadette Barrière (1936-2004), professeure d'histoire médiévale, Université de Limoges.
- Marie-Gonzague Bredoux[61], mère supérieure de l'abbaye de Saint-Étienne, et sœur Marie-Thérèse Berger[62], Justes parmi les nations en 1992, pour avoir caché et protégé des femmes de confession juive entre 1942 et 1944.
- Abbé F. Brousse, auteur en 1953 d'une monographie sur la commune.
- Pierre Joseph Louis Brugeilles (1845-1893), né à Aubazine, maire de la commune, député de la Corrèze de 1885 à 1889.
- Coco Chanel (1883-1971), modiste et styliste, passa une partie de sa jeunesse à l'orphelinat[63], installé dans l'abbaye et géré par les religieuses du Saint-Cœur de Marie.
- Thierry Chenavaud, producteur et homme de spectacles, il a conçu et produit depuis 2007, tous les ans en juillet le spectacle des « Lumières cisterciennes », avec des imageries monumentales à l'ancien monastère des moniales de Coyroux à Aubazines. La narration de ce spectacle est extraite de la Vie d’Étienne d'Obazine, texte du XIIe siècle, écrit par un moine contemporain d’Étienne.
- Étienne Jugie, né à Aubazines le 3 mai 1878[64], décédé à Sorgues le 29 novembre 1954, connu en religion sous l'appellation de Martin Jugie, (augustin de l'Assomption) théologien, auteur de nombreux ouvrages, professeur au Vatican et à Lyon. Il a travaillé sur la doctrine de l'Assomption et sur les Églises d'Orient, étude sur « Joseph de Maistre et l'église Gréco-Russe ».
- Jean-Baptiste Laumond (1865-1957), maire de la commune de 1890 à 1944, député de la Corrèze de 1926 à 1938, viguier d'Andorre de 1937 à 1940.
- Étienne d'Obazine (vers 1085-1159), fondateur de l'abbaye.

### Héraldique
| Aubazines | Son blasonnement est : Parti : au 1er de gueules au soleil d'or soutenu de deux étoiles de même mises en pal, au 2e d'azur à la lune d'argent soutenue de deux étoiles de même mises en pal. |

### Dans la culture populaire

#### Philatélie
Un timbre postal, d'une valeur de 1,25 franc, représentant l'église abbatiale d'Aubazine a été émis le 18 février 1978.

#### Télévision et cinéma
- Aubazines et son abbaye sont un des lieux servant de cadre au film Les Pieds dans le tapis du réalisateur franco-iranien Nader Takmil Homayoun en 2015, au téléfilm Meurtres en Corrèze en 2019 et au film Présidents d'Anne Fontaine en 2021.